# Білан жилкуватий
Білан жилкуватий (Aporia crataegi L.) — вид метеликів родини біланових. Гусениці розвиваються на багатьох рослинах, переважно родини розових, зокрема на плодових деревах (яблуні, глід, груші тощо). Через це за масового розмноження може шкодити сільському господарству. Поширений в Палеарктиці, в низці місцевостей, зокрема в Кореї та Великій Британії, став рідкісним або зник.

## Опис
Великий білий денний метелик з чорними жилками на крилах. Розмах крил — 5-7 см.

## Спосіб життя

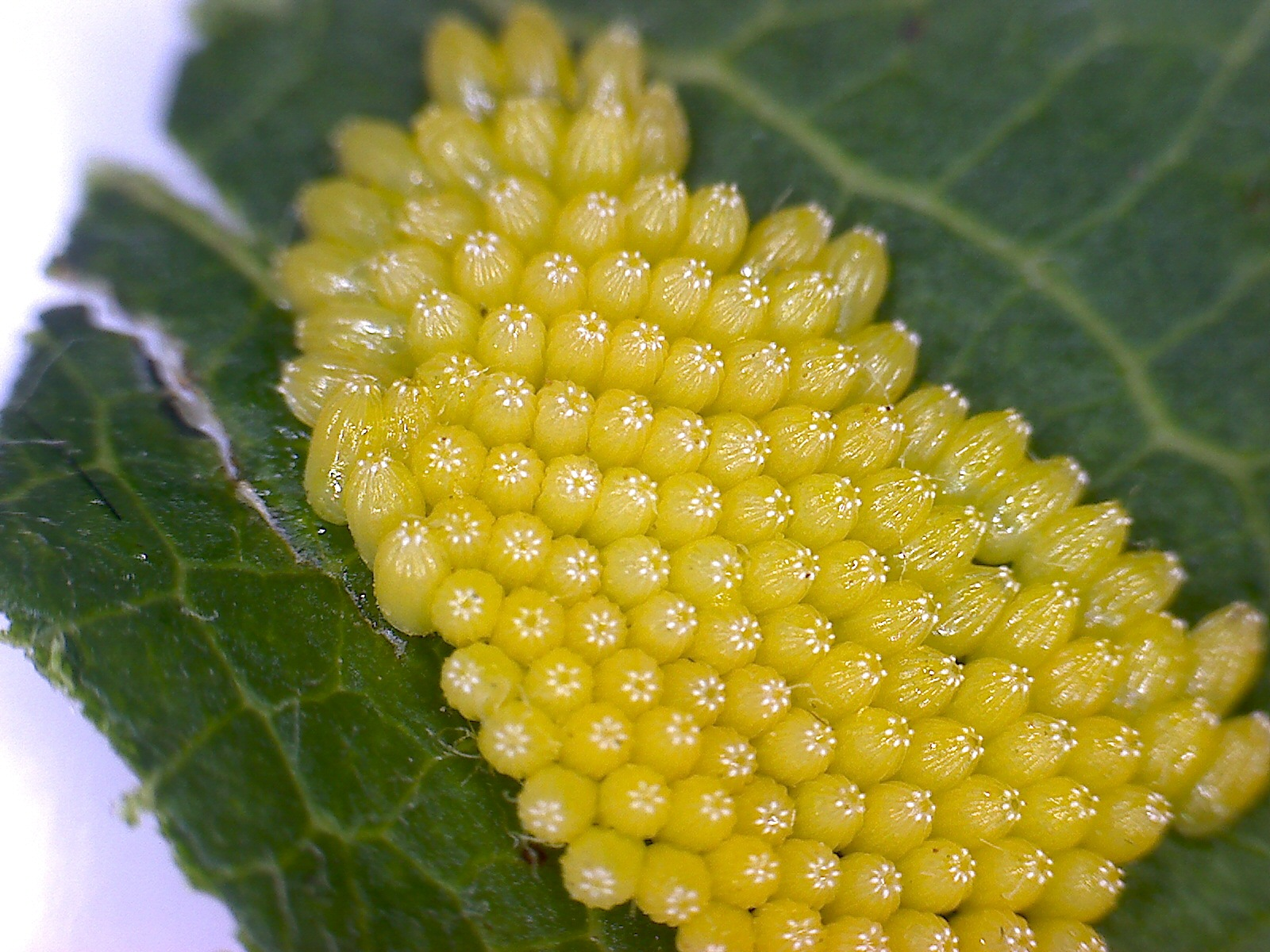
Яйця білана жилкуватого на листку яблуні

Літають метелики вдень протягом червня. Самиця відкладає купками жовті овальні яйця на листки плодових дерев. За час життя кожна відкладає 100-250 яєць. Через 8-10 днів після відкладання яєць (у кінці червня — на початку липня) з яєць виходять бурувато-сірі гусениці і скелетують листя. Пошкоджене листя буріє і скручується. Гусениці міцно примотують його до гілки білою павутиною, а в кінці липня в пошкоджених листках сплітають маленькі білі кокони; в цих гніздах вони зимують. У кожному такому гнізді налічується 25-30 маленьких гусениць. Гусениці проходять 5 линянь, після 3-го вони зимують.

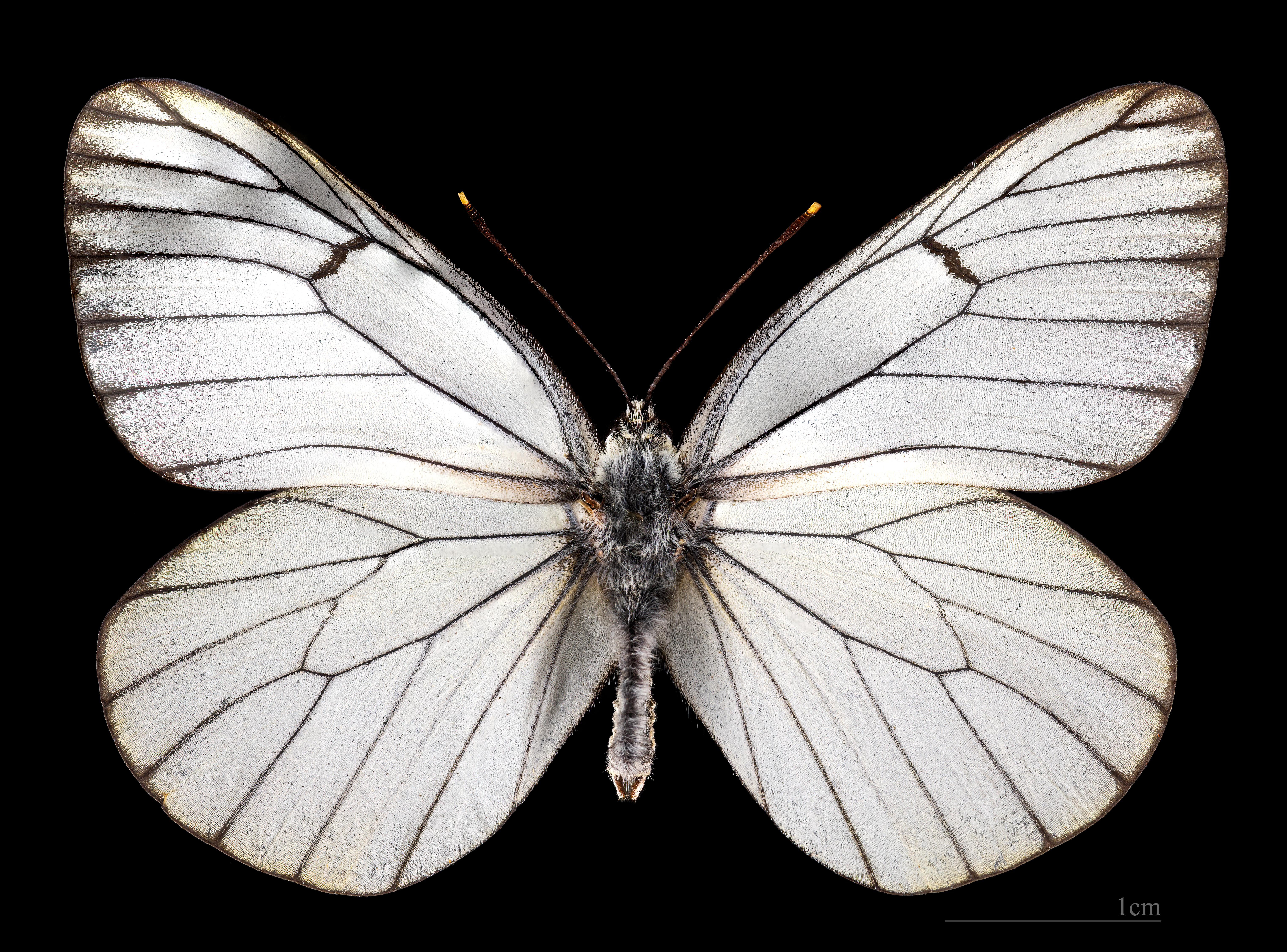
Aporia crataegi ♂
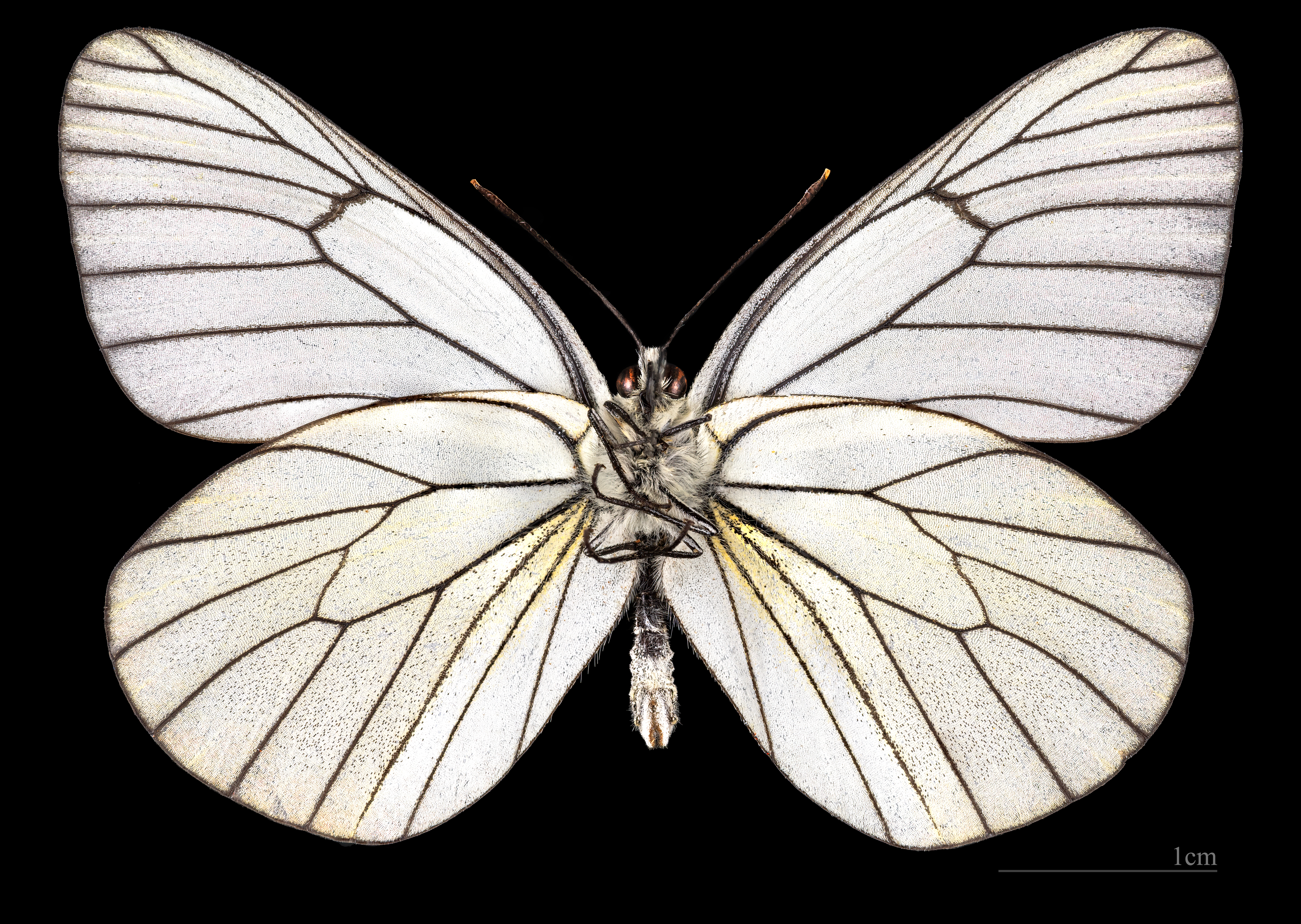
Aporia crataegi ♂ △
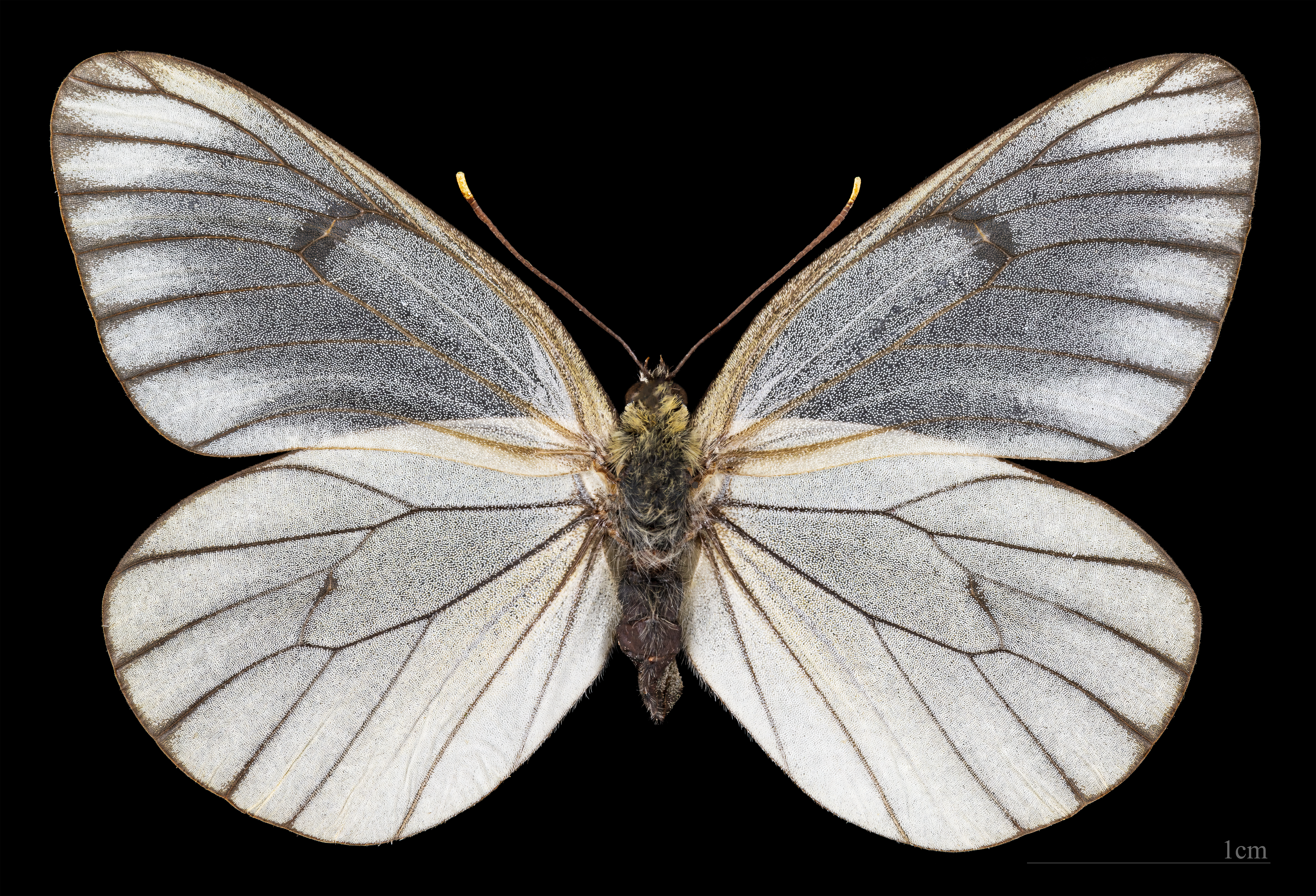
Aporia crataegi  ♀
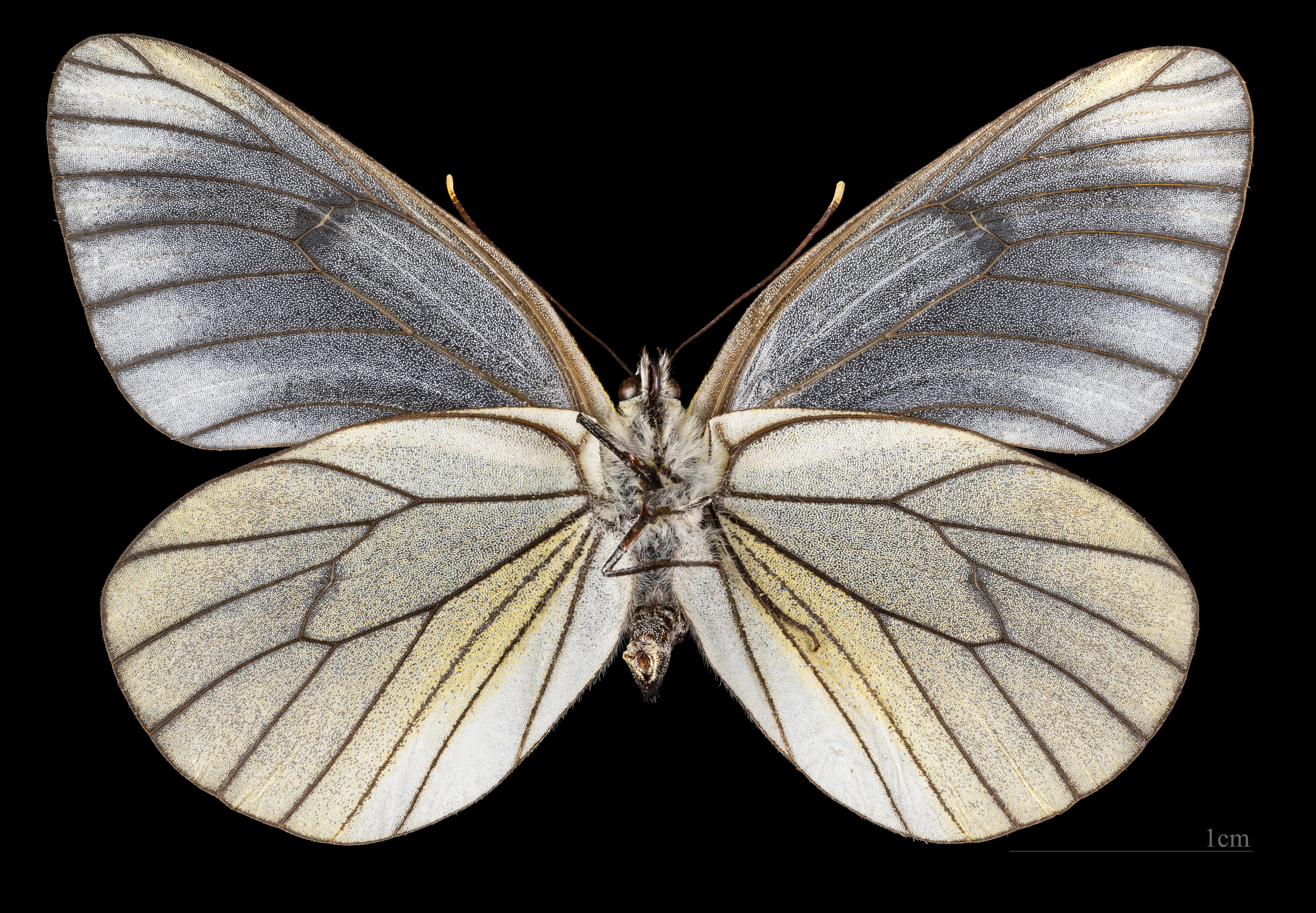
Aporia crataegi  ♀ △

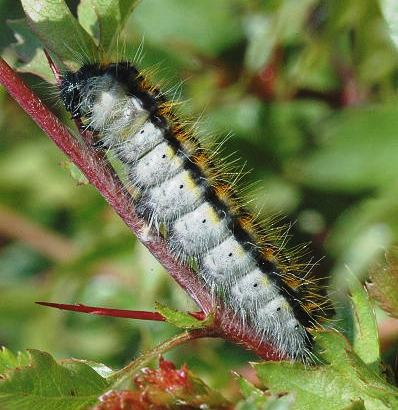
Пізня гусениця білана жилкуватого

Навесні в березні-квітні під час розпускання бруньок вони виходять з діапаузи, вилазять із гнізд і та поїдають бруньки, а потім листя. Під кінець цвітіння яблуні гусениці досягають довжини 45 мм і перетворюються на лялечок, прикріпившись перед цим до гілки, стовбура або навіть до черешка листка. Від початку активності гусениць до лялькування проходить 30-35 діб. Через 15-17 днів з лялечки виходить метелик.

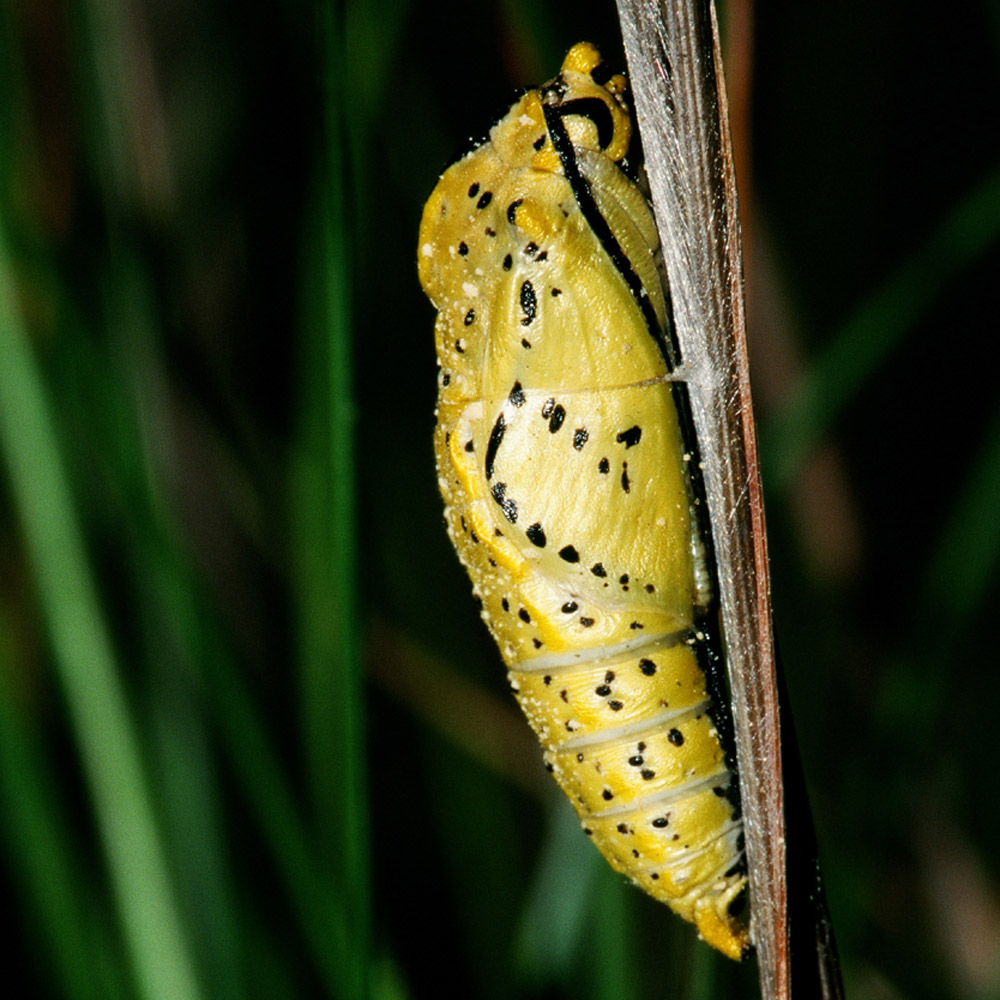
Лялечка білана

За межами антропоценозів живляться листям горобини, глоду, конюшини.
Серед паразитів гусені — їздці роду Apanteles, мікроспоридія Nosema aporiae

## Ареал та походження
Поширена в Європі, країнах Середземномор'я, в Північній Азії, в Китаї, Кореї, на півночі Японії (Хоккайдо).
За даними прочитання мітохондріальної ДНК, найближчими родичами білана жилкуватого є Mesapia peloria, Aporia martineti, Aporia bieti

## Економічне значення

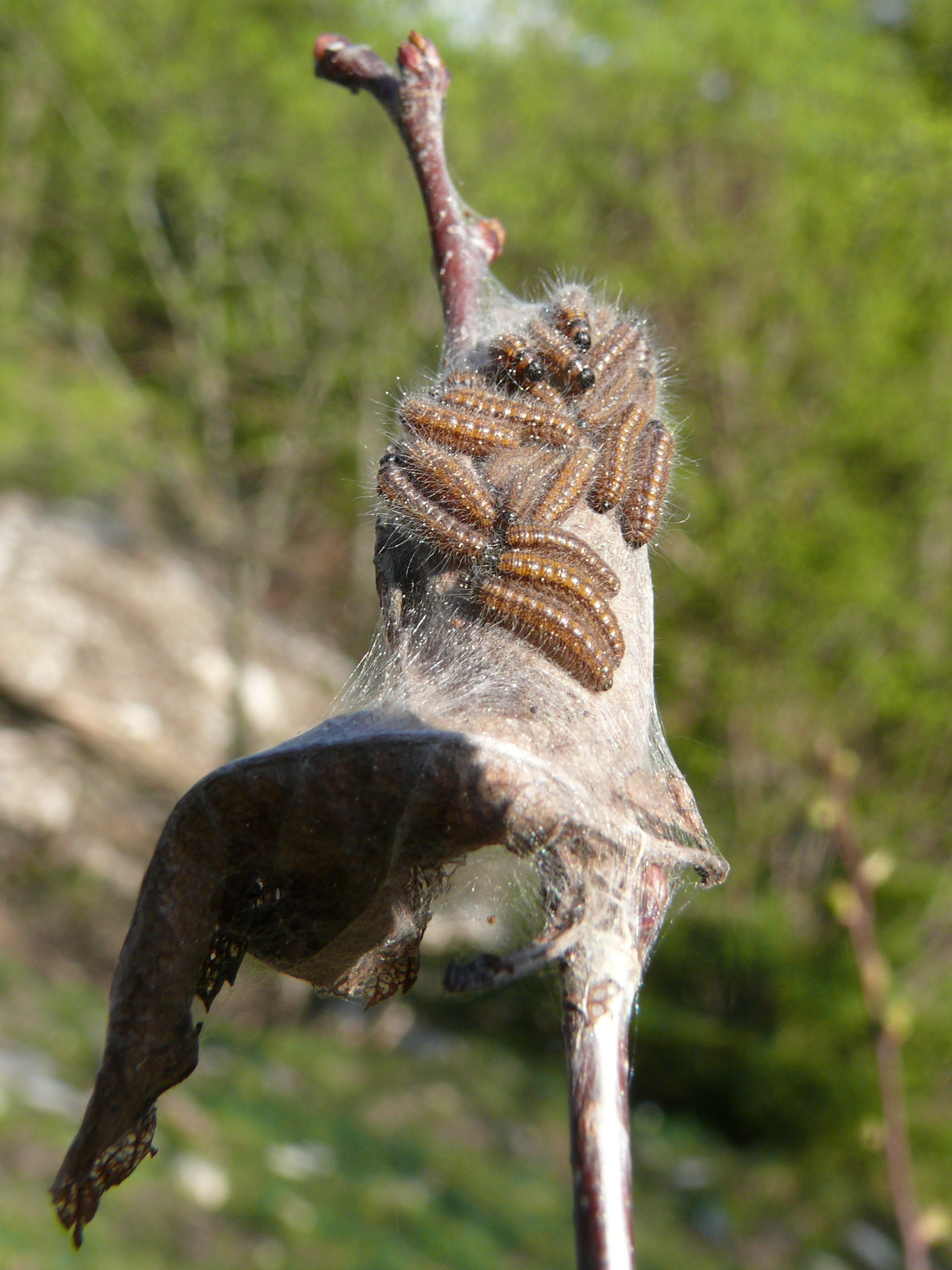
Гніздо гусениць білана жилкуватого на яблуні

Білан жилкуватий завдає великої шкоди в садах, садозахисних і полезахисних смугах, лісах і парках Полісся та Лісостепу України. Іноді сильно пошкоджує сади степової зони. У роки масового розмноження гусениці зовсім об'їдають листя плодових дерев. Пізніше на деревах утворюється нове листя за рахунок сплячих бруньок, але на утворення його витрачається весь запас поживних речовин, від чого дерева дуже знесилюються, не закладають плодових бруньок і сильно пошкоджуються морозами.
Гусениці можуть пошкоджувати яблуню, грушу, сливу, абрикос, айву, глід, черемху, кизильник.

## Охорона
Натомість у Південній Кореї білан жилкуватий є рідкісним видом, який практично зник у країні на початку XXI століття та охороняється законом.
У Великій Британії розміри популяції сильно скоротилися у 1920-ті роки й вид, який був звичайним на півдні Англії, зник через невідомі причини. Наприкінці XX століття чисельність популяцій сильно знизилася в Чехії, Нідерландах, у Австрії вид потрапив під загрозу зникнення